# Ann Skelly
Ann Skelly (nascida em 6 de dezembro de 1996), é uma atriz irlandesa. Ela recebeu indicações ao IFTA por suas atuações no filme Kissing Candice (2017) e na minissérie Death and Nightingales (2018). Ela também é conhecida por seus papéis no drama policial Red Rock (2015–2019), no filme Rose Plays Julie (2019) e na série da HBO The Nevers (2021).

## Infância e educação
Skelly nasceu em Dublin e mudou-se para o Condado de Wexford quando era pequena, primeiro para Ballycanew, depois para Oylegate e, mais tarde, para Kilmuckridge. Ela frequentou o Coláiste Bríde em Enniscorthy e foi educada em casa durante seu Leaving Cert. Ela participou das aulas de atuação de fim de semana da Academia Irlandesa de Cinema quando adolescente. Posteriormente, ela se formou na Bow Street Academy, concluindo em 2017.

## Carreira
Skelly iniciou sua carreira de atriz em 2015, quando fez sua estreia na televisão na série de drama policial Red Rock como Rachel Reid. Ela fez participações especiais em muitos programas de televisão, mais notavelmente em Rebellion (2016) e Little Women (2017). Skelly interpretou a personagem principal chamada Candice no filme de drama Kissing Candice dirigido por Aoife McArdle, e foi indicada para Melhor Atriz em Papel Principal – Filme e Estrela em Ascensão no Irish Film & Television Awards de 2018.
Em 2018, Skelly estrelou ao lado de Jamie Dornan e Matthew Rhys na minissérie de drama histórico Death and Nightingales, baseada no romance de 1992 de mesmo nome do autor Eugene McCabe, onde ela interpretou a personagem principal chamada Lady Ethelfled, enteada de Billy Winters e filha de Catherine Winters. Ela foi indicada para Melhor Atriz em Papel Principal – Drama no Irish Film & Television Awards de 2021. De 2018 a 2019, ela teve um papel recorrente na série de drama histórico Vikings como Lady Ethelfled, filha do Lord Cuthred e esposa do Príncipe Aethelred. Ela estrelou no filme de drama Rose Plays Julie dirigido por Joe Lawlor e Christine Molloy, que foi lançado em 3 de outubro de 2019.
Skelly foi escalada para interpretar o papel principal na série de drama de ficção científica The Nevers, onde ela desempenhou o papel principal de Penance Adair.

## Vida pessoal
Em 2021, Skelly está em um relacionamento com o ator escocês Iain De Caestecker.

## Filmografia

### Filme
| Ano       | Título               | Papel   | Notas         |
| --------- | -------------------- | ------- | ------------- |
| 2017      | Kissing Candice      | Candice | [ 13 ] [ 14 ] |
| 2019      | Rose Plays Julie     | Rose    |               |
| A definir | Four Letters of Love |         |               |

### Televisão
| Ano       | Título                 | Papel             | Notas                 |
| --------- | ---------------------- | ----------------- | --------------------- |
| 2015–2019 | Red Rock               | Rachel Reid       | Papel principal       |
| 2016      | Rebellion              | Biddy Lambert     | 2 episódios           |
| 2017      | Playground             | Hannah Baylor     | Papel principal       |
| 2017      | Little Women           | Annie Moffat      | 1 episódio            |
| 2018      | Death and Nightingales | Beth Winters      | Papel principal       |
| 2018–2019 | Vikings                | Senhora Ethelfled | Personagem recorrente |
| 2021–2023 | The Nevers             | Penance Adair     | Papel principal       |
| 2022      | 100 years of Ulysses   | Narrador          |                       |

## Prêmios e indicações
| Ano  | Prêmio                           | Categoria                               | Trabalhar              | Resultado | Ref.   |
| ---- | -------------------------------- | --------------------------------------- | ---------------------- | --------- | ------ |
| 2018 | Irish Film and Television Awards | Melhor Atriz em Papel Principal - Filme | Kissing Candice        | Indicada  | [ 18 ] |
| 2018 | Irish Film and Television Awards | Estrela em ascensão                     | Kissing Candice        | Indicada  | [ 18 ] |
| 2020 | Irish Film and Television Awards | Melhor Atriz em Papel Principal - Drama | Death and Nightingales | Indicada  |        |